# Abdo Arbach
Abdo Arbach BC (auch Jean-Abdo Arbach; * 28. Juni 1952 in Yabroud, Syrien) ist melkitisch griechisch-katholischer Erzbischof von Homs.

## Priester und Lehrer
Im Jahr 1966 begann Arbach im Priesterseminar seine Ausbildung und lebte im angegliederten Kloster. 1977 legte er in der melkitischen Ordensgemeinschaft Ordo Basilianus S. Iohannis Baptistae, Soaritarum Melkitarum (Basilianer vom hl. Johannes dem Täufer) das Ordensgelübde ab. Am 2. Dezember 1979 wurde er zum Diakon geweiht und erhielt am 24. August 1980 die Priesterweihe zum Ordenspriester der Basilianer. Die Weihe spendete Erzbischof Habib Bacha von Beirut und Jbeil. Von 1980 bis 1986 war er als Direktor und Professor für arabische Sprache am Priesterseminar tätig. Es schlossen sich mehrere leitende Funktionen an Priesterseminaren und innerhalb der Ordensgemeinschaft an. Er weilte an der Heilig-Geist-Universität Kaslik und erwarb einen Abschluss in Liturgie und arabischer Sprache. Er war Seminarleiter des bischöflichen Priesterseminars von Zahlé und Furzol und studierte an der National Universität im Libanon Psychologie. Von 1997 bis 2004 war er Pfarrer von San Jorge de Córdoba in Argentinien, und Direktor des Basilianerordens.
2004 ging er zurück und wurde im Bistum Zahlé und Furzol Rektor des Orientalischen Kollegs, hier unterrichtete er Arabisch, Französisch und Spanisch. Er leitete Exerzitien, lehrte den Katechismus und veröffentlichte in verschiedenen Zeitschriften Artikel.

## Exarch
Am 17. Oktober 2006 wurde er von Papst Benedikt XVI., unter gleichzeitiger Ernennung zum Exarchen von Argentinien, zum Titularbischof von Hilta, einem Titularbistum der römisch-katholischen Kirche, ernannt. Die Ernennung zum Titularbischof von Palmyra dei Greco-Melkiti, einem melkitischen Titularbistum, erfolgte am 11. November 2006. Am 3. Februar 2007 empfing Arbach durch den Patriarchen Gregor III. Laham und die Mitkonsekratoren Abraham Nehmé, Erzbischof von Homs, und Georges El-Murr, Erzbischof von Petra und Philadelphia, die Bischofsweihe.
In dieser Funktion organisierte er den 7. Kongress für die in Südamerika amtierenden melkitischen Bischöfe und Priester, der unter der Leitung von Gregor III. Laham vom 30. August bis 3. September 2010 in Córdoba abgehalten wurde. Er war im Oktober 2010 Teilnehmer an der Sonderversammlung der Bischofssynode für den Nahen Osten in Rom.
Am 23. Juni 2012 wurde Abdo Arbach zum Erzbischof der Erzeparchie Homs ernannt.